# Ruth Warrick
Pour les articles homonymes, voir Warrick.
Ruth Warrick est une chanteuse et actrice américaine née le 29 juin 1916 à Saint-Joseph, Missouri (États-Unis), morte le 15 janvier 2005 à Manhattan (New York). Activiste politique démocrate, elle s’est opposée à la guerre au Vietnam et a défendu les droits des Afro-Américains.

## Filmographie
- 1941 : Citizen Kane : Emily Monroe Norton Kane
- 1941 : Vendetta (The Corsican Brothers) de Gregory Ratoff : Comtesse Isabelle Gravini
- 1942 : Obliging Young Lady : Miss Linda Norton
- 1943 : Et la vie recommence (Forever and a Day) : Lesley Trimble
- 1943 : Voyage au pays de la peur (Journey Into Fear) : Mrs. Stephanie Graham
- 1943 : Petticoat Larceny : Pat Mitchell
- 1943 : The Iron Major (en) de Ray Enright : Florence Ayres Cavanaugh
- 1944 : Mr. Winkle Goes to War d'Alfred E. Green : Amy Winkle
- 1944 : Les Saboteurs (Secret Command) : Lea Damaron
- 1944 : Guest in the House de John Brahm : Ann Proctor
- 1945 : China Sky : Dr Sara Durand
- 1946 : Perilous Holiday : Agnes Stuart
- 1946 : Mélodie du Sud (Song of the South) : Sally
- 1946 : Le Gars épatant (Swell Guy) de Frank Tuttle : Ann Duncan
- 1947 : Jenny et son chien (Driftwood) d'Allan Dwan : Susan Moore
- 1947 : Femme ou Maîtresse (Daisy Kenyon) : Lucille O'Mara
- 1948 : Arc de Triomphe (Arch of Triumph) : Kate Bergstroem
- 1949 : Make Believe Ballroom : Liza Lee
- 1949 : The Great Dan Patch : Ruth Treadwell
- 1950 : One Too Many : Helen Mason
- 1950 : Beauty on Parade : Marian Medford
- 1950 : Second Chance : Emily
- 1950 : Maman est à la page (Let's Dance) : Carola Everett
- 1951 : Three Husbands : Jane Evans
- 1952 : Haine et Passions (The Guiding Light) (feuilleton TV) : Janet Johnson
- 1954 : Roogie's Bump : Mrs. Rigsby
- 1956 : As the World Turns (feuilleton TV) : Edith 'Tante Edie' Hughes Frye
- 1961 : Le Père de la mariée (Father of the Bride) (série TV) : Eleanor "Ellie" Banks
- 1965 : A Letter to Nancy : Mrs. Helen Reed
- 1964 : Peyton Place (Peyton Place) (feuilleton TV) : Hannah Cord (1965-1967)
- 1966 : Marqué au fer rouge (Ride Beyond Vengeance) de Bernard McEveety  : Tante Gussie
- 1968 : How to Steal the World : Mrs. Garrow
- 1969 : Le Plus Grand des hold-up (The Great Bank Robbery) : Mrs Applebee
- 1970-2005 : La Force du destin (All My Children) (feuilleton TV) : Phoebe English Tyler Wallingford Matthews Wallingford
- 1983 : The Returning : Grace
- 1984 : Death Mask : Beatrice VandenBerg
- 1985 : Peyton Place: The Next Generation (TV) : Hannah Cord
- 1993 : Amoureusement vôtre (Loving) (feuilleton TV) : Pheobe Tyler Wallingford